# Xestoblatta festae
Xestoblatta festae är en kackerlacksart som först beskrevs av Luigi Griffini 1896.  Xestoblatta festae ingår i släktet Xestoblatta och familjen småkackerlackor. Inga underarter finns listade i Catalogue of Life.